# Lee Stack
Sir Lee Oliver Fitzmaurice Stack (* 15. Mai 1868 in Darjeeling, Britisch-Indien; † 20. November 1924 in Kairo) war ein britischer Major General, Generalgouverneur des Anglo-Ägyptischen Sudan und Sirdar (Oberbefehlshaber) der ägyptischen Armee.

## Leben
Lee Stack wurde in Darjeeling als Sohn des britischen Generalinspektors der Polizei für Bengalen geboren. Er wurde am Clifton College und an der Royal Military Academy Sandhurst ausgebildet.
Lee Stack trat 1888 im Border Regiment in die British Army ein. Ab 1902 diente er im Sudan und wurde 1909 zum Major befördert. Durch Reginald Wingate, den damaligen Generalgouverneur des Anglo-Ägyptischen Sudan, wurde er mit einigen zivilen Verwaltungsposten im Sudan betraut. Nachdem Wingate britischer Hochkommissar für Ägypten geworden war, übernahm er 1916 dessen Posten als Generalgouverneur. Die Funktion des Generalgouverneurs war seit der Niederschlagung des Mahdi-Aufstandes mit der des Sirdar der ägyptischen Armee verbunden. 1918 wurde er als Knight Commander des Order of the British Empire geadelt, 1923 wurde er zum Knight Grand Cross desselben Ordens erhoben. Am 19. November 1924 wurde er in Kairo durch ägyptische Nationalisten tödlich verwundet und verstarb am Tag darauf. Seine Ermordung war der Höhepunkt der Sudankrise und hatte den Rücktritt des ägyptischen Premierministers Saad Zaghlul Pascha am 24. November 1924 zur Folge.